# Ölbergwerk
Das Ölbergwerk (französisch Usine de Œlberg) ist ein Wasserkraftwerk im Stadtgebiet von Freiburg im Üechtland. Es liegt an der Nordflanke des Ölbergs, der von der Saane als Umlaufberg umflossen wird. Zunächst wurde der Ölberg nur im Volksmund als solcher bezeichnet, weil auf ihm ein Kreuzweg eingerichtet war und dieser so an den Jerusalemer Ölberg erinnerte. Das Kraftwerk wurde von der Entreprises Électriques Fribourgeoises (EEF) errichtet und gilt heute, nach der Fusion mit den Elektrizitätswerken Neuenburg (ENSA), als Stammwerk des Energieversorgers Groupe E.
Seit 1870 befindet sich wenig oberhalb am Lauf der Saane, in der sogenannten Mageren Au eine Staumauer, die für einen gleichbleibenden Wasserstand sorgt. Anfangs sorgte ein teledynamisches System für die Energieübertragung, die jedoch durch die technische Weiterentwicklung schnell obsolet wurde. Anfang des 20. Jahrhunderts begannen die Arbeiten für einen Durchstich unter dem Ölberg. Ausserdem wurde 1910 die Staumauer um 2,7 m erhöht. Seitdem führen von diesem aufgestauten Pérolles-See zwei 266 und 246 Meter lange Fallrohre durch den Ölberg direkt auf die Turbinen des Kraftwerkes. Die Höhendifferenz beträgt 21 m.
Anfangs wurde das Kraftwerk mit drei Turbinen mit einer Nennleistung von je 2 MW je 2700 betrieben, 1943, zur Zeit besonders schwieriger Energieerzeugung während des Zweiten Weltkriegs, wurde sie durch einen elektrischen Generator mit 7,5 MVA ersetzt. 1956 kam eine zweite, gleichartige Maschinengruppe hinzu. Bei einer weiteren Modernisierung 1980 wurde die Anlage durch Turbinen mit einer Leistung von je 2,1 MW ersetzt. Die jährliche Durchschnittsenergiegewinnung lag damit bei 51 Mio. kWh.